# Julbach (Autriche)
Julbach est une commune autrichienne du district de Rohrbach en Haute-Autriche.

## Personnalités
- Erwin Reiter (1933-2015), sculpteur, est né à Julbach.